# Eustrophopsis indistinctus
Eustrophopsis indistinctus är en skalbaggsart som först beskrevs av Leconte 1851.  Eustrophopsis indistinctus ingår i släktet Eustrophopsis och familjen skinnsvampbaggar. Inga underarter finns listade i Catalogue of Life.